# Altria Group
«Алтриа Груп» («Altria Group», Inc.) (NYSE: MO) — американская компания, один из лидеров мирового рынка табачных изделий. Входила в список Fortune 1000 по итогам 2005 года (20-е место). Штаб-квартира — в Хенрайко (штат Виргиния).

## История
История компании началась в 1847 году с открытия в Лондоне табачного магазина, торгующего турецкими сигаретами ручной скрутки. В 1887 году компания получила название «Philip Morris & Co., Ltd».
До 2003 года носила название «Philip Morris Companies Inc». До 2007 года контролировала одну из крупнейших в мире компаний по производству продуктов питания «Kraft Foods». 28 марта 2008 года произошло отделение подразделения «Philip Morris International» путём распределения 100 % акций компании между акционерами «Altria».

## Руководство и персонал
Главный управляющий — Говард Уиллард (англ. Howard A. Willard).

## Деятельность
«Altria» является материнской компанией для таких производителей табака как «Philip Morris USA», «John Middleton, Inc.», «U.S. Smokeless Tobacco Company», а также «Philip Morris Capital Corporation» и винного дома «Chateau Ste. Michelle». Также в собственности находится крупный (28,7 %) пакет британской пивоваренной компании «SABMiller» и производство вина Ste. Michelle Wine Estates.
Компания «Филип Моррис интенэшнл» («Philip Morris International») в марте 2008 года была выведена из состава холдинга. Таким образом, «Алтриа Груп» контролирует лишь американскую часть «Филип Моррис» (называемую «Philip Morris USA»). «Филип Моррис интенэшнл» в свою очередь, после отделения вошла в листинг на NYSE с тикером PM.
Выручка в 2010 году — $16,892 млрд, чистая прибыль — $3,89 млрд. Общая численность персонала «Алтриа Груп» (на 2010 год) — около 10 тыс. человек.